# Вулиця Професора Анатолія Бойка
Вýлиця Професора Анатолія Бойка — вулиця в центральній частині міста Запоріжжя, у Вознесенівському районі. Починається від вулиці Перемоги і закінчується вулицею Сєдова (біля кінцевої зупинки тролейбусних маршрутів № 9, 11, 17). До 2021 року тут також була кінцева зупинка автобусного маршруту № 90. 
Протяжність вулиці складає — 0,9 км.
До вулиці Професора Анатолія Бойка прилучаються: 
- Антенна вулиця
- Гуляйпільська вулиця (до 20 травня 2024 року — вул. Брянська)
- вулиця Дмитра Апухтіна
- вулиця 14 Жовтня.

## Історія
Вулиця отримала первинну назву у 1950-х роках XX століття на честь російського флотоводця, учасника російсько-турецької війни (1828—1829), адмірала (1855), переможця у Сінопській битві, одного із організаторів та керівників оборони Севастополя (1854—1855), учасника Наварінської битви (1827, героя Кримської війни Павла Нахімова (1802—1855). Помер адмірал після смертельного поранення  у Севастополі.
14 липня 2022 року на сайті електронних петицій Запорізької міської ради було запропоновано перейменувати вулицю Адмірала Нахімова на вулицю Джона Поль Джонса. Джон Поль (англ. John Paul Jones; 06.07.1747, Королівство Великої Британії — 18.07.1792, Париж, Королівство Франція) — національний герой США, один із засновників американських ВМС, контрадмірал російського флоту (1788), командувач вітрильної флотилії Чорного моря, почесний козак Війська Запорозького Низового. Брав активну участь у російсько-турецькій війні за південь України та Чорноморське узбережжя.
В рамках дерусифікації було передбачено також перейменувати вулицю на честь українського історика, дослідника історичних джерел та історії Південної України XVIII — початку XX століть, професора Анатолія Бойка.

## Будівлі та об'єкти
- буд. 1-А — Автоцентр «Fiat»
- буд. 3 — Завод «Запоріжавтоматика»
- буд. 4 — Концерн «Міські теплові мережі»[6]
- буд. 6 — Готель «Кристина», Нічний клуб «Голий револьвер»[7]